# Fiksatywa (perfumeria)
Fiksatywa (utrwalacz) jest substancją służącą do wyrównania ciśnienia pary, a tym samym lotności surowców w mieszaninie olejków eterycznych, a także do zwiększenia stabilności perfum.
Fiksatywami mogą być rezynoidy (mirra, olibanum, styraks, balsam tolutański) lub molekuły ambroksydu, cywetonu i muskonu. Pierwotnie były one otrzymywane z surowców zwierzęcych, ale są obecnie w większości syntetyzowane, ponieważ jest to bardziej ekonomiczne i etyczne (zwierzęta były albo zabijane, albo trzymane w niewoli w celu zebrania wydzieliny z ich gruczołów krokowych). 
Syntetyczne utrwalacze zawierają substancje o niskiej lotności (difenylometan, glikol dipropylenowy (DPG), cyklopentadekanolid, ambroksyd, salicylan benzylu) oraz praktycznie bezwonne rozpuszczalniki o bardzo niskiej prężności pary (benzoesan benzylu, ftalan dietylu, cytrynian trietylu). Istnieją również próby zastosowania jako fiksatywy pochodnych chitozanu (karboksymetylochitozanu sodu w stężeniu 0,1%).